# Coleophora atriplicis
Coleophora atriplicis — вид лускокрилих комах родини чохликових молей (Coleophoridae).

## Поширення
Вид поширений в Європі та Північній Америці. Присутній у фауні України.

## Опис
Розмах крил 12-14 мм.

## Спосіб життя
Метелики літають у липні-серпні. Гусениці живляться на лутиці, солонянці, солонці та соднику. Вони створюють сірувато-коричневий трубчастий шовковий чохлик, 6,5–7 мм завдовжки. У жовтні трапляються гусениці без чохлика.